# Timothy Ouma
Timothy Noor Ouma (* 10. června 2004 Nairobi) je keňský profesionální fotbalista, který hraje jako střední záložník za český prvoligový klub SK Slavia Praha a keňskou reprezentaci.

## Kariéra
Ouma se k týmu Nairobi City Stars připojil v červenci 2020 hned po ukončení studia na Laiser Hill Academy. V keňské lize debutoval 29. listopadu 2020. Svůj první gól vstřelil 26. září 2021.
V polovině července 2022 podepsal smlouvu se švédským prvoligovým klubem IF Elfsborg. Jeho oficiální přestup z Nairobi City Stars byl oznámen o měsíc později.
Svůj debut ve švédské nejvyšší soutěži Fotbollsallsvenskan si odbyl 31. října 2022 v Borås Areně během zápasu 29. kola proti Helsingborgu, když nastoupil jako náhradník. V sezóně 2023 pak nastoupil do dalších čtyř zápasů. Svůj první start a kompletní zápas si připsal 5. května 2024 na stejném místě proti mistrovskému Malmö.
Za IF Elfsborg nastoupil do třinácti utkání Evropské ligy, ve kterých vstřelil dva góly. Zapsal se do historie jako první Keňan, který na této úrovni skóroval a zároveň si připsal asistenci.
První gól ve švédské lize vstřelil 19. září 2024 proti týmu IFK Norrköping.
Dne 2. února 2025 přestoupil do českého prvoligového klubu SK Slavia Praha, kde podepsal smlouvu do léta 2029. Přestupová částka zveřejněna nebyla.

### Reprezentace
Za Keňu debutoval 11. listopadu 2021 v kvalifikačním utkání na mistrovství světa proti Ugandě, kdy nastoupil jako střídající hráč v 72. minutě.